# 富倫角

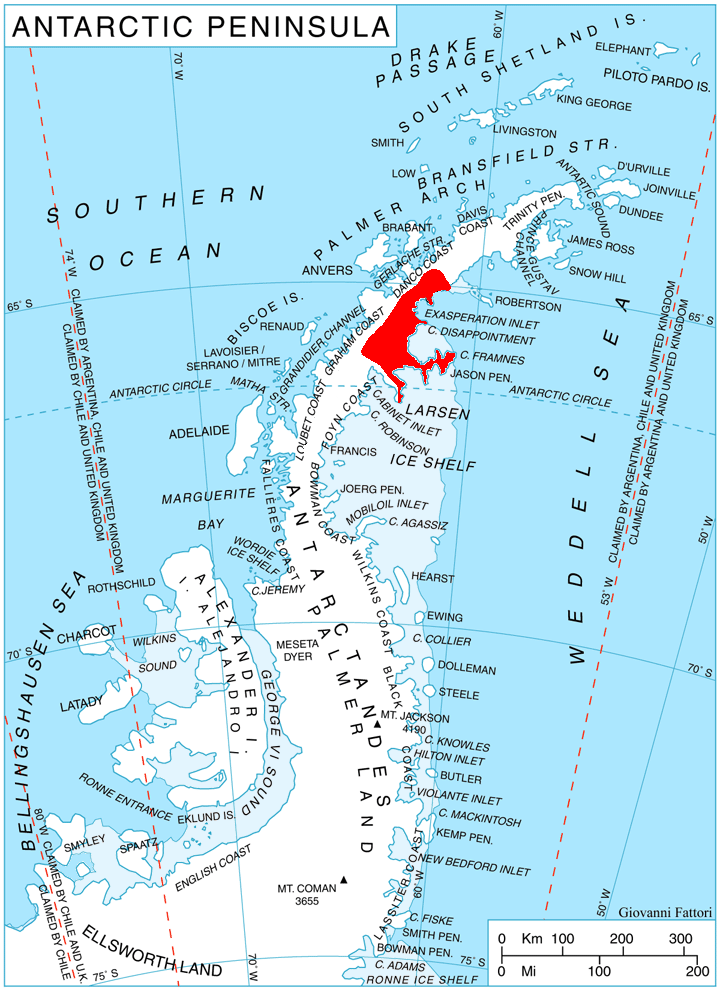

富倫角（英語：Furen Point）是南極洲的海岬，位於葛拉漢地，是博里馬灣西北岸，處於迪拉洛角以西6.9公里和科申角西北面9公里，以保加利亞西北部鄉鎮命名。

## 外部連結
- Furen Point.（页面存档备份，存于） SCAR Composite Antarctic Gazetteer.

65°11′45″S 62°07′37″W / 65.19583°S 62.12694°W